# Taraban (radioodbiornik)
Taraban – seria polskich radioodbiorników stołowych produkowanych w latach 1979–1985 w różnych podtypach przez zakłady Diora należące do Unitry.

## Podtypy
Produkowane były 3 podtypy. Każdy z nich miał z tyłu gniazda do podłączenia magnetofonu, gramofonu, głośnika, 3 typów anten.

### Taraban DMP 502
Monofoniczny odbiornik domowy o podwyższonych parametrach użytkowych. Regulacja barwy dźwięku dla tonów wysokich i niskich. Szeroka, dobrze oświetlona skala. Wzmacniacz 3,5W i głośnik 5W. Na falach Kr pasma 31, 41 i 49 m, UKF OIRT 66,6-73MHz. Identyczny układ elektryczny miał Taraban-2 DMP 602, różnica tylko w wyglądzie obudowy.

### Taraban 2 DMP 602
Identyczny układ elektryczny jak w tarabanie DMP 502, różni się zmodyfikowaną obudową.

### Taraban 3 R-510
Monofoniczny odbiornik domowy o podwyższonych parametrach użytkowych. Regulacja barwy dźwięku dla tonów wysokich i niskich. Szeroka, dobrze oświetlona skala. Wzmacniacz 3,5W i głośnik 5W. Okrągły i miękko zawieszony głośnik szerokopasmowy. Wcześniejsze wersje (Taraban 1 DMP 502 i Taraban 2 DMP 602) były czarne, z głośnikiem eliptycznym i z inną kolorystyką skali. Taraban 3 produkowany był najczęściej z brązowym panelem przednim.

## Galeria

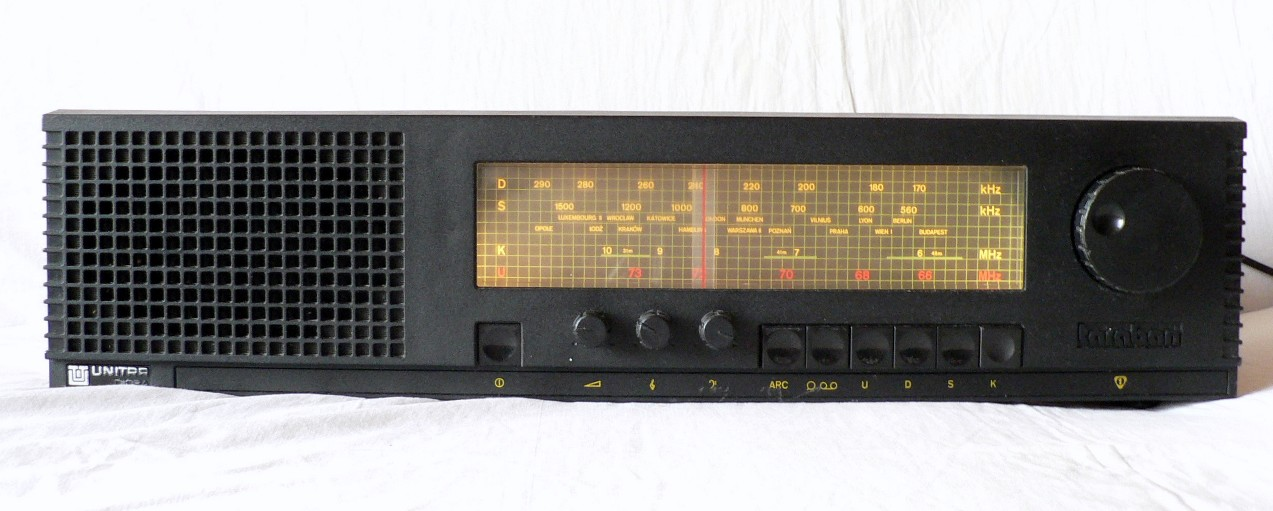
Unitra Taraban
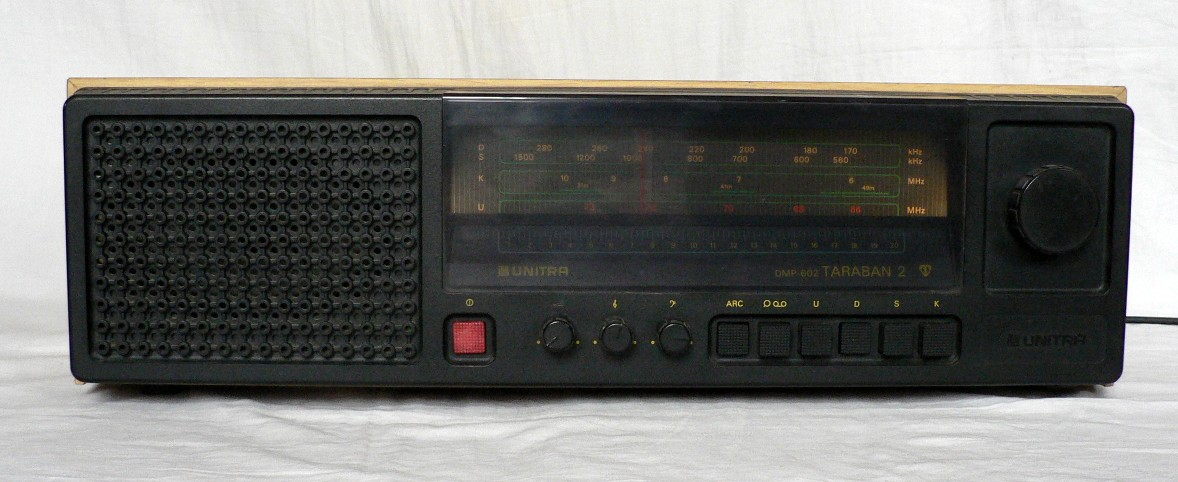
Unitra Taraban 2
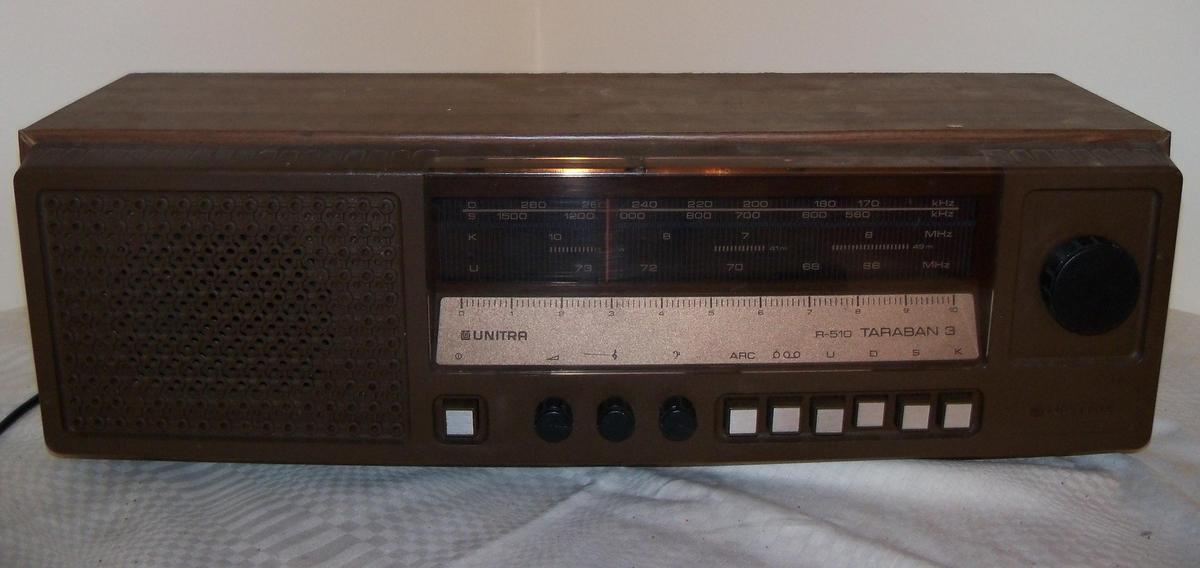
Unitra Taraban 3